# Trematodon intermixtus
Trematodon intermixtus är en bladmossart som beskrevs av Jules Cardot 1911. Trematodon intermixtus ingår i släktet tranmossor, och familjen Bruchiaceae. Inga underarter finns listade i Catalogue of Life.